# Isocirrhitus sexfasciatus
Isocirrhitus sexfasciatus är en fiskart som först beskrevs av Schultz, 1960.  Isocirrhitus sexfasciatus ingår i släktet Isocirrhitus och familjen Cirrhitidae. Inga underarter finns listade i Catalogue of Life.